# Liga das Nações da UEFA de 2026–27
A Liga das Nações da UEFA de 2026–27 será a quinta temporada da Liga das Nações da UEFA, uma competição internacional de futebol envolvendo as seleções nacionais masculinas das federações-membro da UEFA.

## Formatar
As seleções nacionais da UEFA serão divididas em quatro ligas, com as Ligas A, B e C apresentando dezesseis equipes cada, divididas em quatro grupos de quatro equipes, enquanto a Liga D apresenta seis equipes divididas em dois grupos de três. As equipes serão alocadas em ligas com base na classificação geral final da Liga das Nações da UEFA de 2024–25 . Cada equipe jogará seis partidas dentro de seu grupo, exceto as equipes da Liga D, que jogarão quatro, usando o formato de todos contra todos em casa e fora em dias de jogo de setembro a novembro de 2026.
Na primeira divisão, a Liga A, os vencedores e segundos classificados dos grupos avançarão para as quartas de final, disputadas em casa e fora em duas partidas em março de 2027. Em cada eliminatória, os vencedores dos grupos enfrentarão um segundo classificado de um grupo diferente, com o vencedor do grupo a receber a segunda partida. Os quatro vencedores das quartas de final qualificar-se-ão para as Finais da Liga das Nações, que são disputadas em formato eliminatório, consistindo nas meias-finais, no play-off do terceiro lugar e na final. Os pares das meias-finais são determinados por meio de um sorteio. O país anfitrião será selecionado, de preferência entre as quatro equipas qualificadas, pelo Comité Executivo da UEFA, com os vencedores da final coroados como campeões da Liga das Nações.
As equipes também competem pela promoção e rebaixamento para uma liga superior ou inferior. Os vencedores dos grupos nas Ligas B, C e D são promovidos diretamente, enquanto as últimas colocadas de cada grupo nas Ligas A e B são rebaixadas diretamente. Como a Liga C tem quatro grupos, enquanto a Liga D tem apenas dois, as duas piores equipes da Liga C serão automaticamente rebaixadas. A competição também contará com play-offs de promoção/rebaixamento após a fase da liga, com as equipes em terceiro lugar da Liga A enfrentando as vice-campeãs da Liga B, as equipes em terceiro lugar da Liga B enfrentando as vice-campeãs da Liga C e as duas melhores equipes em quarto lugar da Liga C enfrentando as vice-campeãs da Liga D. As partidas serão disputadas em casa e fora em duas partidas em março de 2027 (Liga A/B e B/C) e outra janela (Liga C/D), com os vencedores indo para a liga superior e os perdedores entrando na liga inferior.
Em todos os empates de duas mãos, as equipes com melhor classificação recebem a segunda mão. A equipe que marcar mais gols no total é a vencedora. Se o placar agregado estiver empatado, a prorrogação é jogada (a regra dos gols fora de casa não é aplicada). Se o placar permanecer empatado após a prorrogação, uma disputa de pênaltis é usada para decidir o vencedor.

### Eliminatórias da UEFA Euro 2028
Espera-se que a Liga das Nações da UEFA de 2026–27 seja vinculada às eliminatórias da UEFA Euro 2028, proporcionando às equipes outra chance de se classificarem para a UEFA Euro 2028. No entanto, isso está pendente da aprovação formal do formato e dos regulamentos da UEFA Euro 2028.

## Agendar
Abaixo está o calendário da Liga das Nações da UEFA 2026–27.
| Fase                     | Rodada                      | Datas                                 |
| ------------------------ | --------------------------- | ------------------------------------- |
| Fase de grupos           | Primeira rodada             | 21 de setembro – 6 de outubro de 2026 |
| Fase de grupos           | Segunda rodada              | 21 de setembro – 6 de outubro de 2026 |
| Fase de grupos           | Terceira rodada             | 21 de setembro – 6 de outubro de 2026 |
| Fase de grupos           | Quarta rodada               | 21 de setembro – 6 de outubro de 2026 |
| Fase de grupos           | Quinta rodada               | 9–17 de novembro de 2026              |
| Fase de grupos           | Sexta rodada                | 9–17 de novembro de 2026              |
| Fase final               | Semifinais                  | 7–15 de junho de 2027                 |
| Fase final               | Disputa pelo terceiro lugar |                                       |
| Fase final               | Final                       |                                       |
| Play-off de rebaixamento | Partidas de ida             | a confirmar                           |
| Play-off de rebaixamento | Partidas de volta           | a confirmar                           |

## Equipes
Todas as 55 seleções nacionais da UEFA podem enviar uma inscrição para a competição. No entanto, a Rússia foi suspensa indefinidamente em 28 de fevereiro de 2022 de participar das competições da UEFA e da FIFA devido à invasão da Ucrânia por seu país. Portanto, não está claro se eles competirão na Liga das Nações.
As equipes que terminaram em último lugar em seus grupos nas Ligas A e B, bem como as duas últimas quartas colocadas na Liga C, da temporada 2024-25, descerão uma liga, enquanto os vencedores dos grupos das Ligas B, C e D subirão. Além disso, os vencedores dos empates de play-off de promoção/rebaixamento entrarão na respectiva liga superior, enquanto os perdedores jogarão na liga inferior. As equipes restantes permanecerão em suas respectivas ligas.
| Pote | Equipe        | Prv     | Rank |
| ---- | ------------- | ------- | ---- |
| 1    | Portugal      |         | 1    |
| 1    | Espanha       |         | 2    |
| 1    | França        |         | 3    |
| 1    | Alemanha      |         | 4    |
| 2    | Itália        |         | 5    |
| 2    | Países Baixos |         | 6    |
| 2    | Dinamarca     |         | 7    |
| 2    | Croácia       |         | 8    |
| 3    | Sérvia        | *       | 9    |
| 3    | Bélgica       | *       | 10   |
| 3    | Inglaterra    | Aumento | 11   |
| 3    | Noruega       | Aumento | 12   |
| 4    | País de Gales | Aumento | 13   |
| 4    | Tchéquia      | Aumento | 14   |
| 4    | Grécia        | *       | 15   |
| 4    | Turquia       | *       | 16   |

| Pote | Equipe               | Prv     | Rank |
| ---- | -------------------- | ------- | ---- |
| 1    | Escócia              | *       | 17   |
| 1    | Hungria              | *       | 18   |
| 1    | Polónia              | Baixa   | 19   |
| 1    | Israel               | Baixa   | 20   |
| 2    | Suíça                | Baixa   | 21   |
| 2    | Bósnia e Herzegovina | Baixa   | 22   |
| 2    | Áustria              | *       | 23   |
| 2    | Ucrânia              | *       | 24   |
| 3    | Eslovênia            | *       | 25   |
| 3    | Geórgia              | *       | 26   |
| 3    | Irlanda              | *       | 27   |
| 3    | Romênia              | Aumento | 28   |
| 4    | Suécia               | Aumento | 29   |
| 4    | Macedônia do Norte   | Aumento | 30   |
| 4    | Irlanda do Norte     | Aumento | 31   |
| 4    | Kosovo               | *       | 32   |

| Pote | Equipe               | Prv     | Rank  |
| ---- | -------------------- | ------- | ----- |
| 1    | Islândia             | *       | 33    |
| 1    | Albânia              | Baixa   | 34    |
| 1    | Montenegro           | Baixa   | 35    |
| 1    | Cazaquistão          | Baixa   | 36    |
| 2    | Finlândia            | Baixa   | 37    |
| 2    | Eslováquia           | *       | 38    |
| 2    | Bulgária             | *       | 39    |
| 2    | Armênia              | *       | 40    |
| 3    | Bielorrússia         |         | 41    |
| 3    | Ilhas Faroé          |         | 42    |
| 3    | Chipre               |         | 43    |
| 3    | Estónia              |         | 44    |
| 4    | Letónia ou Gibraltar | *       | 45–48 |
| 4    | Luxemburgo ou Malta  | *       | 45–48 |
| 4    | Moldávia             | Aumento | 45–47 |
| 4    | San Marino           | Aumento | 46–48 |

| Pote | Equipe               | Prv   | Rank  |
| ---- | -------------------- | ----- | ----- |
| 1    | Azerbaijão           | Baixa | 49–51 |
| 1    | Lituânia             | Baixa | 50–52 |
| 2    | Gibraltar ou Letónia | *     | 49–52 |
| 2    | Malta ou Luxemburgo  | *     | 49–52 |
| 2    | Liechtenstein        |       | 53    |
| 2    | Andorra              |       | 54    |

| Equipe |
| ------ |
| Rússia |

1. 1 2 3 4  A identidade dos vencedores e perdedores dosplay-offs de promoção/rebaixamento da Liga C/D(envolvendo Gibraltar, Letônia, Luxemburgo e Malta) será desconhecida no momento do sorteio.